# 명일방주
〈명일방주〉(중국어: 明日方舟, 영어: Arknights)는 하이퍼그리프 네트워크(Hypergryph Network, 중국어: 上海鹰角网络科技有限公司)의 타워 디펜스 모바일 비디오 게임이다. 2017년 9월 8일에 컨셉 프리뷰가 출시되었고, 2019년 5월 1일에 중국에 정식 출시되었다. 대한민국 등 전 세계에 2020년 1월 15일 출시되었으나 대만에는 2020년 6월 29일에 출시되었다.
스핀오프 게임인 〈명일방주 엔드필드〉가 2022년 3월에 발표되었으며, 게임을 원작으로 한 TV 애니메이션 시리즈인 《명일방주: 여명의 전주곡》이 2022년 10월부터 12월까지 방영되었다.

## 게임플레이
〈명일방주〉는 타워 디펜스 형식의 비디오 게임으로, 플레이어는 다양한 능력과 기술, 공격 스타일로 구분되는 캐릭터("오퍼레이터")를 스테이지에 배치하여 게임을 진행한다. 오퍼레이터는 게임 내에서 뱅가드, 가드, 디펜더, 스페셜리스트, 스나이퍼, 캐스터, 메딕, 서포터의 8개 종류로 구분되며, 그 안에서도 세분화된다.
대부분의 경우 근접 오퍼레이터들은 지상에, 원거리 오퍼레이터들은 높은 발판에 배치할 수 있다. 근접 오퍼레이터들은 적의 전진을 저지할 수 있으며, 플레이어는 적이 플레이어의 보호 지점에 침투하지 못하도록 적시에 오퍼레이터를 배치해야 한다. 게임의 높은 난이도에서는 클리어 방식이 제한되어 있는 등 퍼즐 게임의 요소도 존재한다.
주된 게임플레이 요소 외에도 플레이어는 기지를 건설하여 로그인하지 않은 상태에서도 게임 내 아이템을 획득할 수 있다. 또한 〈명일방주〉는 F2P 가챠 게임으로, 게임 내에서 획득한 재화나 실제 돈으로 구매한 재화를 통해 무작위로 오퍼레이터를 획득할 수 있다. 스테이지 클리어시 일정량의 재화를 추가로 얻을수 있다.

## 국제 서비스
〈명일방주〉는 2019년 12월 19일 24:00에 베타 테스트 등록을 마감하고, 2020년 1월 2일에 베타 테스트를 종료했다. (UTC-7)

## TV 애니메이션
비디오 게임 〈명일방주〉의 TV 애니메이션 스핀오프인 《명일방주: 여명의 전주곡》(일본어: アークナイツ【黎明前奏/PRELUDE TO DAWN】)가 2022년 10월 29일부터 12월 17일까지 TV 도쿄, 애니플러스 등을 통해 방영되었다. TV 애니메이션 제2기 《명일방주 【서리 속의 죽음】》(일본어: アークナイツ【冬隠帰路/PERISH IN FROST】)가 2023년 10월 7일부터 방영될 예정이다.

### 방송 일시
| 방송 채널 | 방송일                       | 방송 시간             |
| --------- | ---------------------------- | --------------------- |
| TV 도쿄   | 2022년 10월 29일 ~ 12월 17일 | 종료                  |
| TV 도쿄   | 2023년 10월 7일 ~            | 매주 토 새벽 1시 23분 |